# Mormo maurisca
Mormo maurisca är en fjärilsart som beskrevs av Otto Staudinger 1928. Mormo maurisca ingår i släktet Mormo och familjen nattflyn. Inga underarter finns listade i Catalogue of Life.